# Луїс Глинка
Лу́їс Гли́нка (ісп. Luis Glinka; нар. 21 червня 1938, Апостолес) — священник Української греко-католицької церкви в Аргентині, протосинкел, канцлер і економ Буенос-Айреської єпархії Покрови Пресвятої Богородиці, францисканець.

## Біографія
Народився в убогій родині українського походження в Апостолес (провінція Місьйонес, Аргентина). Вступив до Ордену Братів Менших. У віці 21 років як монах-францисканець був посланий до Італії на філософські та богословські студії і отримав ліценціат з догматичного богослов'я в Папському Антоніанському університеті.
29 червня 1969 року патріарх Йосиф Сліпий у Римі в базиліці святої Софії висвятив його на священника у візантійському обряді. У Папському східному інституті (Рим) отримав ступінь доктора східних церковних наук у галузі історії за тезу «Gregorio Jachymovyč, metropolita di Halyč ed il suo tempo (1840—1865)», захист якої відбувся 12 червня 1973 року. Був професором і секретарем Антоніанського університету. У 1981 році повернувся в Аргентину, де здійснював душпастирську діяльність в українській єпархії в Буенос-Айресі, а у 1985 року став канцлером цієї єпархії.
Ієромонах Луїс Глинка є професором патристики та історії Церкви факультету теології Аргентинського католицького університету, виконавчим секретарем єпископської комісії Східних Католицьких Церков та членом комісії канонізації святих архідієцезії Буенос-Айреса.
У 1983 році о. Луїс Глинка заснував газету Голос Української церкви і є її головним редактором. Виконує обов'язки начальника відділу та радника в справах релігійних видань видавництва «Lumen». Є автором численних статей і книг з духовності, богослов'я і патристики візантійського Сходу.
30 березня 2011 року, після обрання Святослава Шевчука Верховним Архієпископом Києво-Галицьким, колегія єпархіальних радників Буенос-Айреської єпархії УГКЦ обрала о. Луїса Глинку адміністратором єпархії. Він виконував ці обов'язки до 22 червня 2011 року, коли Папа Римський Бенедикт XVI призначив нового апостольського адміністратора Буенос-Айреської єпархії, єпископа Даниїла Козлинського.
Отець Луїс Глинка вважається авторитетним релігійним діячем-українцем в Аргентині, проводячи значну роботу по активізації діяльності етнічних українців в Аргентині, задоволенню їх культурно-мовних потреб, наданню допомоги під проводом церкви представникам «четвертої» хвилі української еміграції.

## Вибрані праці
- «Gregorio Jachymovyč — metropolita di Halyč ed il suo tempo (1840—1865)» (Рим 1974),
- «Diocesi Ucraino-Cattolica di Cholm: liquidazione ed incorporazione alla chiesa russo-ortodossa (sec. XIX) [Архівовано 30 березня 2017 у Wayback Machine.]» (Рим 1975),
- «Presenza dello Scotismo nella accademia teologica di Kyjiv (Secoli XVII—XX)» (Рим 1977).

## Нагороди
18 серпня 2009 року за вагомий особистий внесок у зміцнення міжнародного авторитету України, популяризацію її історичної спадщини і сучасних досягнень та з нагоди 18-ї річниці незалежності України Президент України Віктор Ющенко нагородив отця Луїса Глинку орденом «За заслуги» III ступеня.